# Zane McIntyre
Zane McIntyre, född 20 augusti 1992 som Zane Gothberg, är en amerikansk professionell ishockeymålvakt som är kontrakterad till NHL-organisationen Boston Bruins och spelar för deras primära samarbetspartner Providence Bruins i American Hockey League (AHL). Han har tidigare spelat på lägre nivåer för North Dakota Varsity Athletics (University of North Dakota) i National Collegiate Athletic Association (NCAA) och Fargo Force i United States Hockey League (USHL).
McIntyre draftades i sjätte rundan i 2010 års draft av Boston Bruins som 165:e spelare totalt.